# Bang Bang (canção de Pabllo Vittar)
"Bang Bang" é uma canção gravada pelo artista musical brasileiro Pabllo Vittar para seu quarto álbum de estúdio Batidão Tropical (2021). A canção é uma regravação de "Bang Bang" da banda brasileira Companhia do Calypso, escrita por Ari Carvalho e Edu Luppa. Foi produzida por BMT e TIN. A canção foi lançada para download digital e streaming através da Sony Music Brasil como o terceiro single de Batidão Tropical em 23 de setembro de 2021.

## Lançamento
"Bang Bang" foi lançada através da Sony Music Brasil em 24 de junho de 2021 como a nona faixa do quarto álbum de estúdio de Vittar, Batidão Tropical. Vittar confirmou que a canção serviria como o terceiro single do álbum em setembro de 2021, durante uma sala na ferramenta Spaces do Twitter. Em 20 de setembro, Vittar revelou a capa e a data de lançamento do videoclipe. A canção foi lançada para download digital e streaming em 23 de setembro de 2021 como o terceiro single do álbum.

## Vídeo musical

Uma cena no vídeo musical, onde Vittar aparece dançando caracterizada como vaqueira.

O vídeo musical de "Bang Bang", dirigido por Vinícius Cardoso, foi lançado em 24 de setembro de 2021. A cena em que Vittar usa uma roupa vermelha de vaqueira, é uma referência ao mesmo figurino em que a cantora paraense Mylla Karvalho usa durante a performance da canção "Bang Bang" no DVD Ao Vivo em Goiânia (2006) da banda Companhia do Calypso.

## Apresentações ao vivo
Vittar cantou "Bang Bang" pela primeira vez no MTV Millennial Awards 2021 em 23 de setembro. Em 23 de outubro, Vittar apresentou a canção na vigésima quarta edição do Teleton.

## Faixas e formatos
| Download digital / streaming |             |         |  |
| N.º                          | Título      | Duração |  |
| 1.                           | "Bang Bang" | 2:54    |  |

## Histórico de lançamento
| País   | Data                   | Formato(s)                 | Gravadora  | Ref.  |
| ------ | ---------------------- | -------------------------- | ---------- | ----- |
| Vários | 23 de setembro de 2021 | Download digital streaming | Sony Music | [ 4 ] |